# خط لوله قطر-ترکیه
خط لوله قطر-ترکیه (انگلیسی: Qatar–Turkey pipeline) پیشنهادی برای ساخت یک خط لوله گاز طبیعی از میدان گازی پارس جنوبی به سمت ترکیه بود. این خط لوله می‌توانست به خط لوله نوباکو متصل شود و گاز کشورهای اروپایی و ترکیه را تأمین کند. یکی از مسیرهای این خط لوله از قطر به ترکیه از طریق عربستان سعودی، اردن و سوریه بود. مسیر دوم از طریق عربستان سعودی، کویت و عراق بود. خبرگزاری فرانسه مدعی شد که دلیل سوریه برای رد پیشنهاد قطر «حفاظت از منافع متحد خود» یعنی روسیه است. روسیه بزرگ‌ترین تأمین کننده گاز طبیعی اروپا است.

## جنگ داخلی سوریه
تحلیلگران سیاسی و برخی روزنامه‌نگاران گمان می‌کنند که جنگ داخلی سوریه یک عملیات مخفی سیا در پاسخ به اقدام دولت سوریه در رد پیشنهاد احداث این خط لوله و روی آوردن دولت سوریه به خط لوله ایران–عراق–سوریه بود. آنها همچنین معتقدند که دخالت روسیه در سوریه با هدف جلوگیری از احداث خط لوله قطر-ترکیه صورت گرفته‌است.